# Jean Sangnier
Pour les articles homonymes, voir Sangnier.
Jean Sangnier, né le 7 février 1912 à Paris où il est mort le 26 juin 2011,, est un journaliste français, cofondateur du quotidien Ouest-France, puis patron de presse. Résistant. Il est le fils de Marc Sangnier, fondateur du Sillon et le frère aîné de l'explorateur Paul Sangnier.

## Famille
Jean Sangnier est né dans un milieu bourgeois parisien. Il est le fils de Marc Sangnier, journaliste et homme politique, fondateur du Sillon, de la Jeune République et des Auberges de Jeunesse. Il est en outre le petit-fils de Félix Sangnier (1834-1928) et de Thèrèse Lachaud (1846-1920), elle-même fille de Charles Lachaud (1817-1882), célèbre avocat bonapartiste qui s'illustra notamment dans les procès de Marie Lafarge, de François Achille Bazaine et de Gustave Courbet.
Il a une fille, Anicette.
Jean Sangnier est enterré à Paris au cimetière du Montparnasse. Sur son cercueil fut inscrite la phrase qu'il avait choisie : « J'ai aimé mais n'ai rien fait ».

## Carrière
Après des études de droit, Jean Sangnier commence sa carrière en tant qu'attaché à l'ambassade de France à Berlin (1938). La guerre déclarée, il devient l'un des tout premiers résistants et fonde avec Émilien Amaury (1909-1977), Max André et Jean Raymond-Laurent (1890-1969), le Groupe de la rue de Lille qui accueillera Honoré d'Estienne d'Orves.
Il publie sous l'Occupation des journaux clandestins et les discours du général de Gaulle.
À la Libération, il participe à la création du quotidien Ouest-France et de l'hebdomadaire Carrefour (1944), dirige le journal Marie France (1947-1983) et est notamment administrateur du journal L'Équipe.
Jean Sangnier fonde en 1990 l'Institut Marc-Sangnier aux fins de perpétuer l'œuvre de son père.

## Décorations
- Commandeur de la Légion d'honneur
- Croix de guerre 1939-1945
- Rosette de la Résistance